# 신장 (조선)
신장(申檣, 1382년 ~ 1433년 2월 8일)은 조선시대 초기의 문신이다. 또한 신장의 본관은 고령(高靈)이며, 자는 제부(濟夫), 호는 암헌(巖軒)이다. 그리고 신장은 신포시(申包翅)의 아들이자 신숙주(申叔舟), 신말주(申末舟)의 아버지이다.

## 생애
1402년(태종 2) 식년 문과에 동진사(同進士)로 급제하여 상서녹사(尙書錄事)가 되었고, 예조정랑 겸 춘추관기사관을 거쳐, 춘추관동지사로서 《정종실록》의 편찬에 참여하였다. 이어 중군도총부총제(中軍都總府總制), 세자우부빈객(世子右副賓客)을 거쳐 공조좌참판에 이르렀다.

## 가계
- 증조부 : 신사경(申思敬)
  - 조부 : 신덕린(申德隣)
    - 부 : 신포시(申包翅)
    - 모 : 김충한(金忠漢)의 딸
    - 처부 : 정유(鄭有)
      - 부인 : 나주 정씨
        - 첫째 아들 : 신맹주(申孟舟)
        - 둘째 아들 : 신중주(申仲舟, 1412년 ~ 1447년)
        - 셋째 아들 : 신숙주(申叔舟, 1417년 ~ 1475년)
        - 넷째 아들 : 신송주(申松舟, 1419년 ~ 1464년)
        - 다섯째 아들 : 신말주(申末舟, 1429년 ~ 1503년)
        - 첫째 딸 : 고령 신씨
        - 사위 : 조효문(? - 1462년)
        - 둘째 딸 : 고령 신씨
        - 사위 : 최선복

## 신장을 연기한 배우
- 이달형 - 2008년 ( 대왕세종 ), KBS 드라마